# Dominique Lamberjack

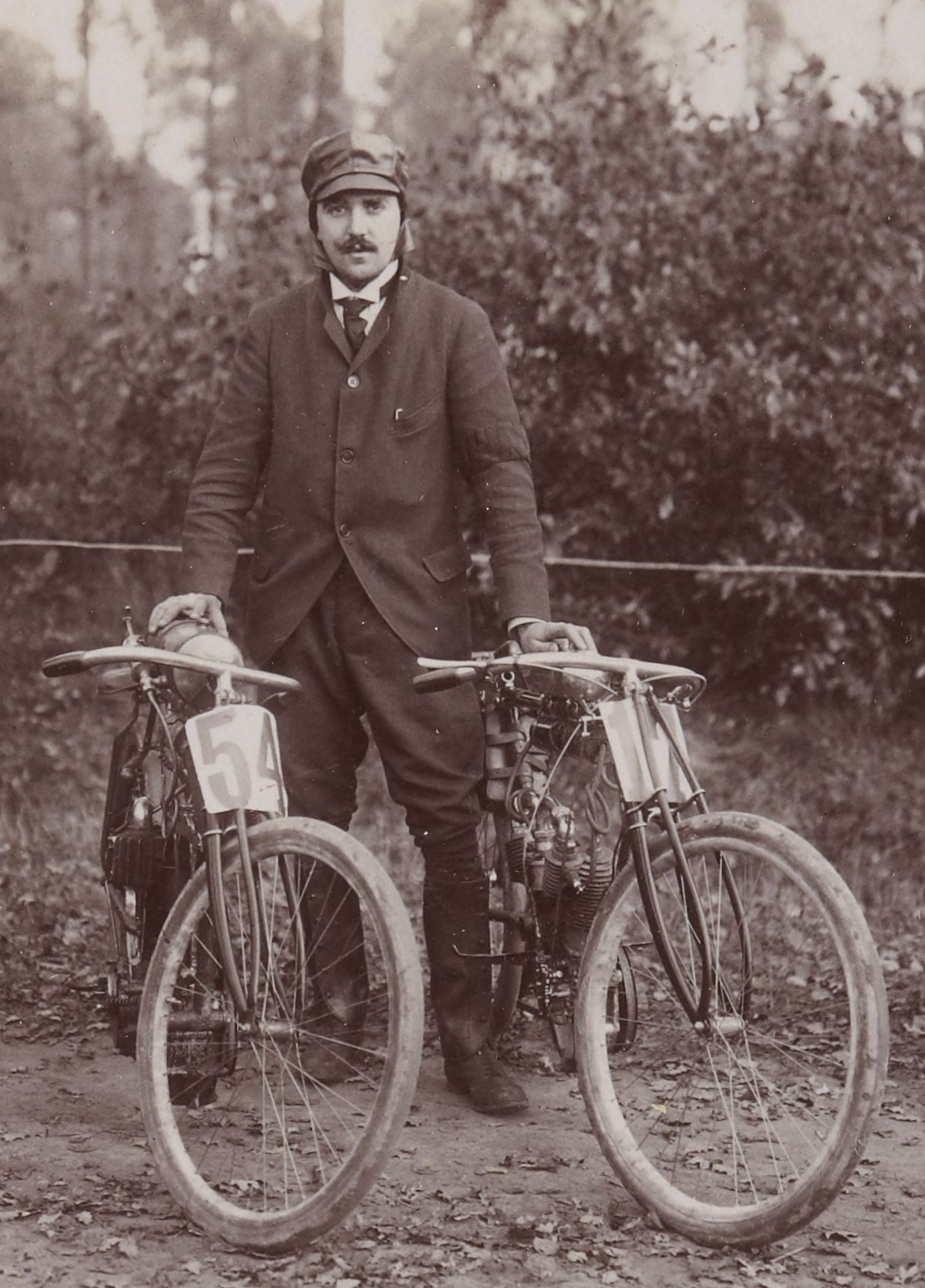
Lamberjack 1903 beim kilomètre de Dourdan

Dominique Emile Lamberjack (junior) (teilweise auch Dominique Lamberjack junior; * 18. August 1878 in Paris; † 16. Juli 1948 ebenda) war ein französischer Radsportler, Motorrad- und Automobilrennfahrer sowie Unternehmer.

## Werdegang
Dominique Lamberjack wurde 1878 im 17. Pariser Arrondissement (Batignolles-Monceaux) als Sohn von Dominique Lamberjack senior und Anne Reuter geboren. Er hatte mindestens einen Bruder, den etwa neun Jahre älteren Jean-Émile (1869–1912), der unter anderem für die Franco-American Automobile Company in Paris, Clement Talbot in London sowie Michelin und Renault arbeitete und 1897 am Rennen Paris–Trouville (15. auf Comio) und 1903 am Rennen Paris–Madrid (auf Panhard & Levassor, 32.) teilnahm.
Seine Tochter Louise (1899–1989) nahm in den 1930er-Jahren an mehreren Automobilrennen, insbesondere Rallyes teil, darunter die Rallye Monte Carlo 1933, in der sie mit Marguerite Mareuse in einem Peugeot 301 startete.
Dominique Lamberjack begann seine sportliche Laufbahn wie sein älterer Bruder in der ersten Hälfte der 1890er Jahre mit Radrennen. Unter anderem war er zusammen mit Jean Gougoltz in Florida Tandemrennen; gemeinsam waren sie als les démons rouges („die roten Dämonen“) bekannt.
Ab etwa 1902 war Lamberjack im Motorradsport aktiv. Am 21. Oktober 1903 gewann er bei Le kilomètre et le mile à Dourdan auf einer Griffon V2 die Motorradkategorie. Er erreichte 104,60 km/h und verbesserte damit den von Léon Derny im Juni des Jahres aufgestellten Geschwindigkeitsweltrekord für Motorräder. Die Angaben über die genaue Geschwindigkeit differieren hierzu. Die zeitgenössische deutschsprachige Fachpresse spricht von „34⅕“ Sekunden, was einer Durchschnittsgeschwindigkeit von 105,26 km/h entspricht.
Auch beim Meeting in Ostende gewann er bei den Zweirädern im Kilometerlauf, die Meile mit stehendem Start sowie den 10-Kilometer-Lauf. Im Januar 1904 nahm Lamberjack am Motorradrennen in Ormond Beach in Florida teil, bei dem der US-Amerikaner Glenn Curtiss den Weltrekord auf 108,30 km/h verbesserte. 1905 gewann er auf Griffon die Motorradwertung beim Bergrennen am Mont Ventoux. Wenig später wechselte Lamberjack zu Lion-Peugeot, wo mit Henri Cissac, Giosuè Giuppone und dem jungen Jules Goux bereits einige der besten Motorradrennfahrer der Epoche unter Vertrag standen.
Ebenfalls 1905 gründete Lamberjack mit Léon Demeester, einem weiteren bekannten französischen Motorradrennfahrer der damaligen Zeit, die Firma Demeester & Lamberjack, die später in Sinpar aufging und Motorräder sowie Automobile herstellte. Im Jahr 1912 war er zusammen mit Louis Forest und dem Industriellen Édouard Caspari Gründer des exklusiven Gastronomieclub Club des Cent. Nach dem Ersten Weltkrieg beschäftigte sich Lamberjack zusammen mit Lucien Haubourdin auch mit der Gestaltung von Reisebussen, die nun an Bedeutung gewannen.
In den Jahren 1923 und 1925 gewann Lamberjack auf Voisin – er war mit dem Firmengründer Gabriel Voisin befreundet – zweimal das Automobilrennen Critérium Paris-Nice. Ende der 1920er-Jahre wurde er mit seinem Sohn Haupthändler von Bugatti in Paris – Dominique Lamberjack war mit Ettore Bugatti und sein Sohn mit dessen Sohn Jean befreundet. In den 1930er-Jahren war Lambrejack auf Saurer-Fahrzeugen regelmäßiger Teilnehmer beim Critérium Paris-Nice sowie bei der Rallye du Maroc. Der Ausbruch des Zweiten Weltkrieges beendete seiner motorsportliche Laufbahn.
Dominique Lamberjack starb im Juli 1948 im Alter von 69 Jahren im 17. Arrondissement seiner Heimatstadt Paris.

## Galerie

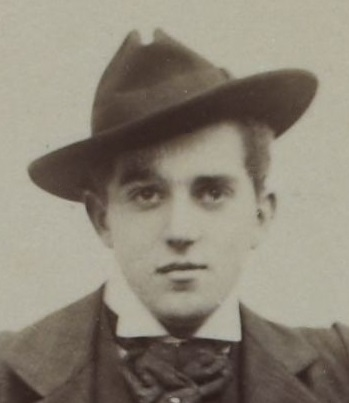
Dominique Lamberjack, 1897
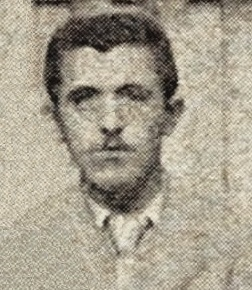
Dominique Lamberjack, 1901
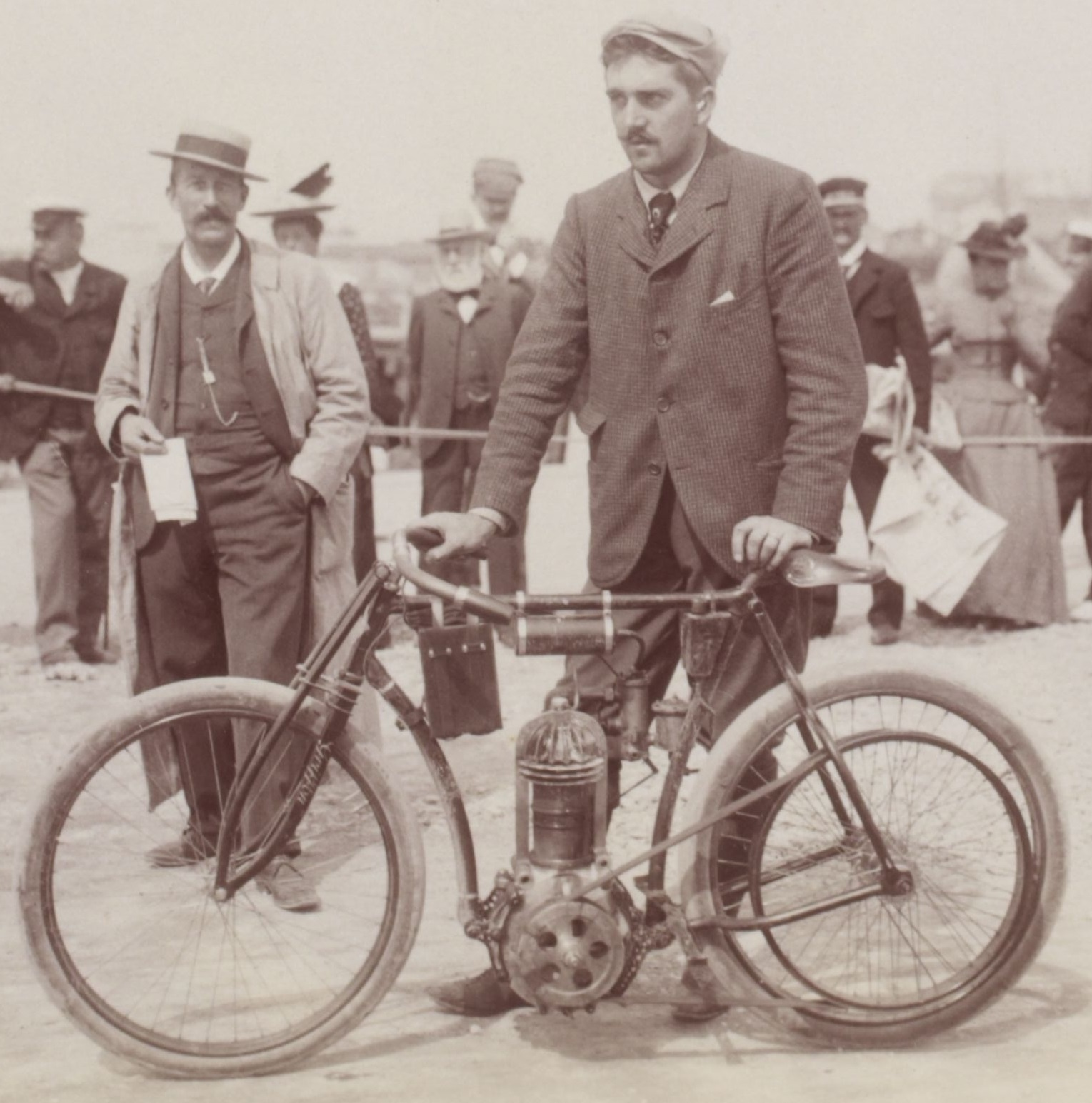
Lamberjack im August 1902 auf Griffon beim kilomètre de Deauville
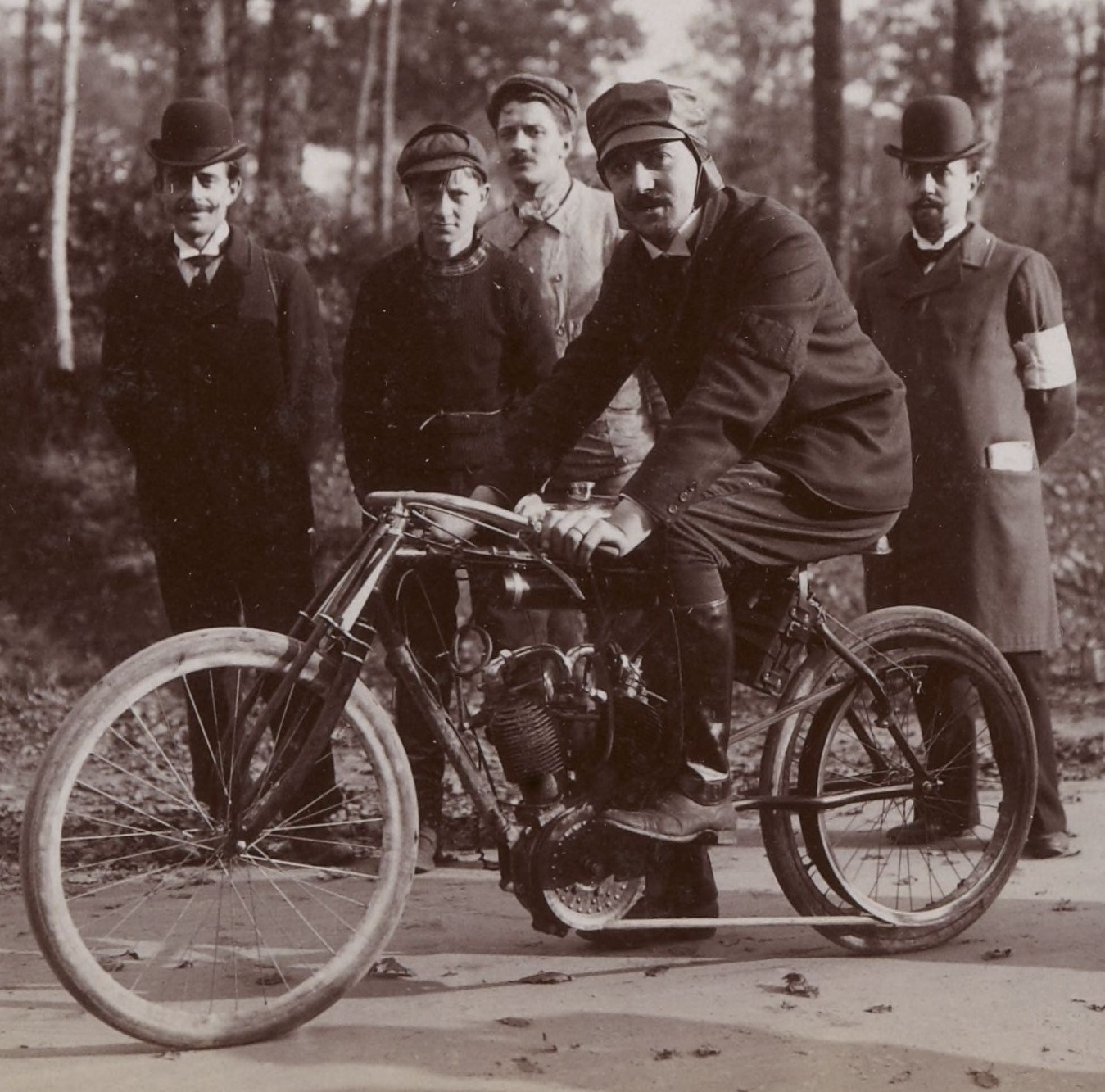
Lamberjack 1903 beim kilomètre de Dourdan
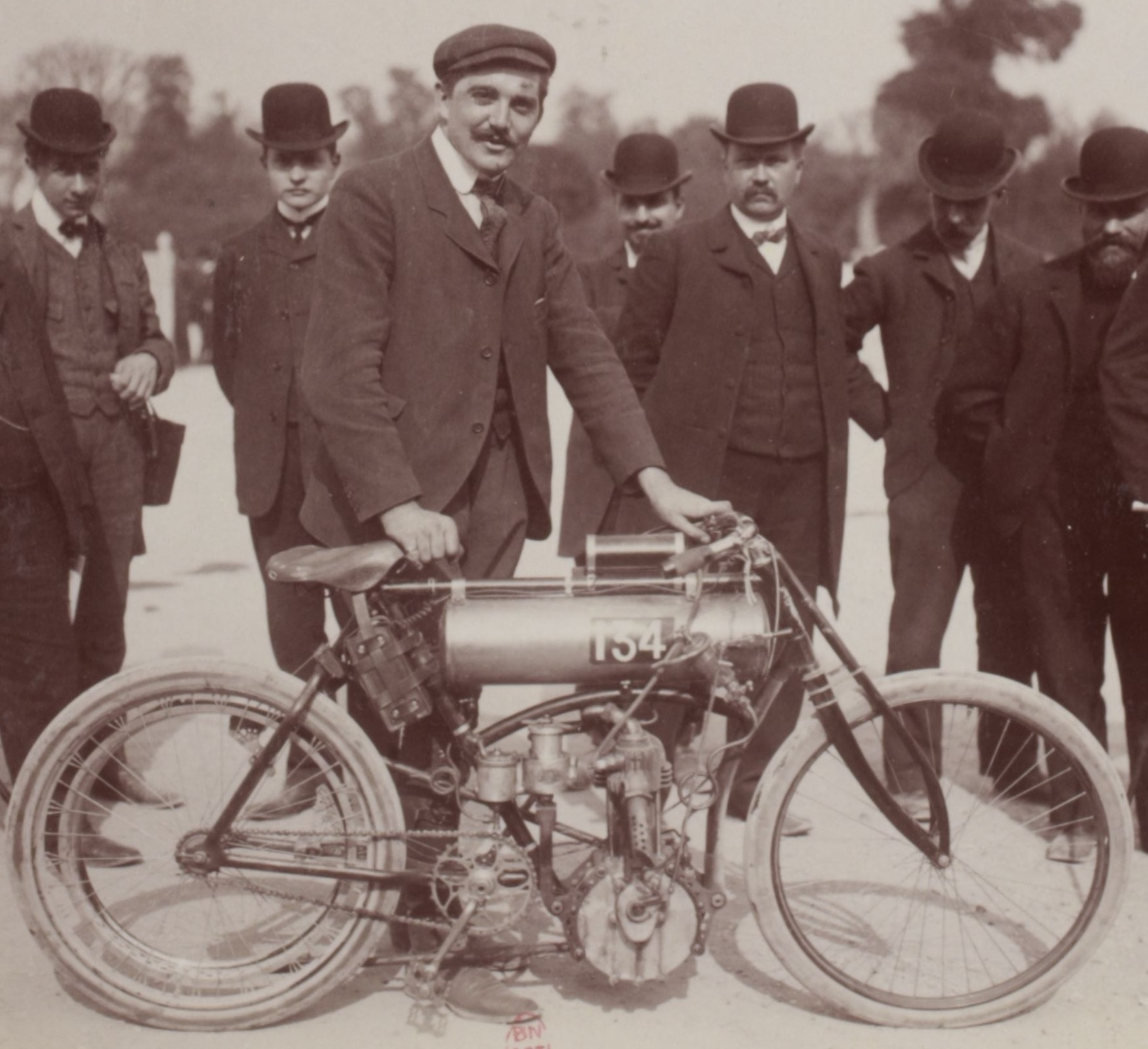
Dominique Lamberjack beim Rennen Paris–Madrid 1903 mit seiner Griffon
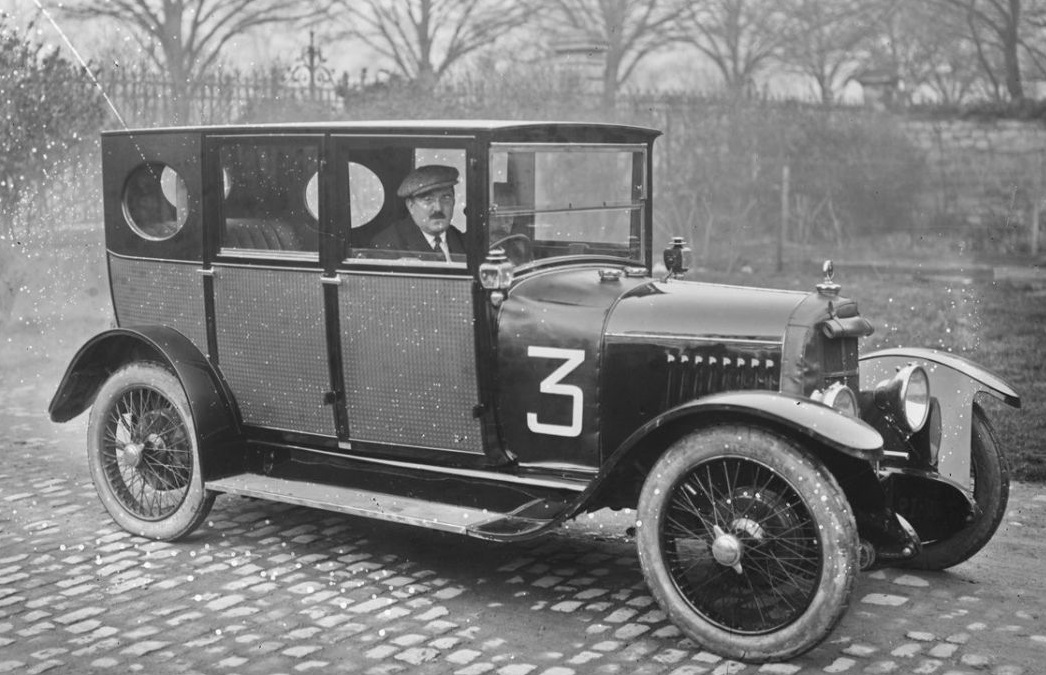
Dominique Lamberjack beim Critérium Paris-Nice 1923 im Voisin 8 HP